# 가미야시로역
가미야시로역(일본어: 上社駅, かみやしろえき)은 일본 아이치현 나고야시 메이토구에 위치한 철도역이다.한국어로 상사역이라 한다.

## 타는 곳
상대식 승강장 2면 2선 고가역.
| 1 | ■ 히가시야마 선 | 후지가오카 방면             |
| 2 | ■ 히가시야마 선 | 사카에·나고야·다카바타 방면 |

## 역세권 정보
- 메이토구청
- 메이토 경찰서
- 메이토 우체국
- 국도 302호

## 역사
- 1970년 12월 10일: 영업 개시.

## 사진

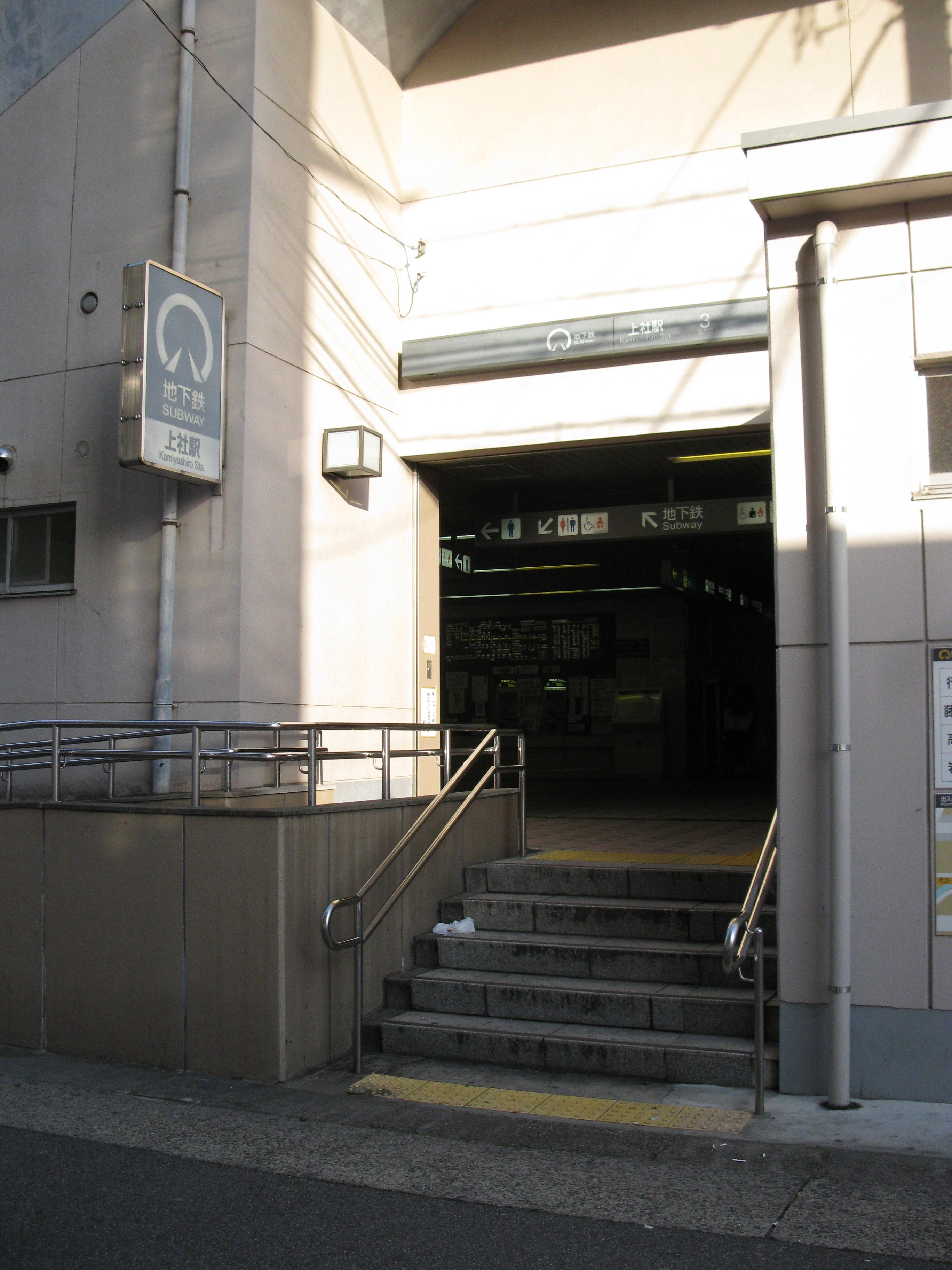
3번 출입구

## 인접역
| 나고야 지하철 ■ 히가시야마 선 | 나고야 지하철 ■ 히가시야마 선 | 나고야 지하철 ■ 히가시야마 선 |
| ----------------------------- | ----------------------------- | ----------------------------- |
| H 19 잇샤 다카바타 방면       |                               | H 21 혼고 후지가오카 방면     |